# 7389 Мішелькомбес
7389 Мішелькомбес (7389 Michelcombes) — астероїд головного поясу, відкритий 17 жовтня 1982 року.
Тіссеранів параметр щодо Юпітера — 3,580.